# Akademické mistrovství světa v lyžařském orientačním běhu 2018
2. Akademické mistrovství světa v lyžařském orientačním běhu proběhlo ve Estonsku ve dnech 20. až 26. února 2018. Centrum závodů MS bylo v Tartu.

## Účastníci
Mistrovství se zúčastnili sportovci ze 14 států:
- Bulharsko
- Česko
- Estonsko
- Finsko
- Itálie
- Japonsko
- Litva
- Norsko
- Rakousko
- Rusko
- Slovensko
- Švédsko
- Švýcarsko
- Ukrajina

## Program závodů
Program mistrovství světa:
| Den      | Závod                                      | Centrum závodu |
| -------- | ------------------------------------------ | -------------- |
| 20. únor | modelový závod, zahajovací ceremoniál      |                |
| 21. únor | Sprint                                     |                |
| 22. únor | Sprintové štafety (Sprint relay)           |                |
| 23. únor | volný den                                  |                |
| 24. únor | Stíhací závod (Pursuit)                    |                |
| 26. únor | Krátká trať (Middle), závěrečný ceremoniál |                |